# Epirrhoe tenuifasciata
Epirrhoe tenuifasciata är en fjärilsart som beskrevs av Schima 1927. Epirrhoe tenuifasciata ingår i släktet Epirrhoe och familjen mätare. Inga underarter finns listade i Catalogue of Life.